# Historia de la seda

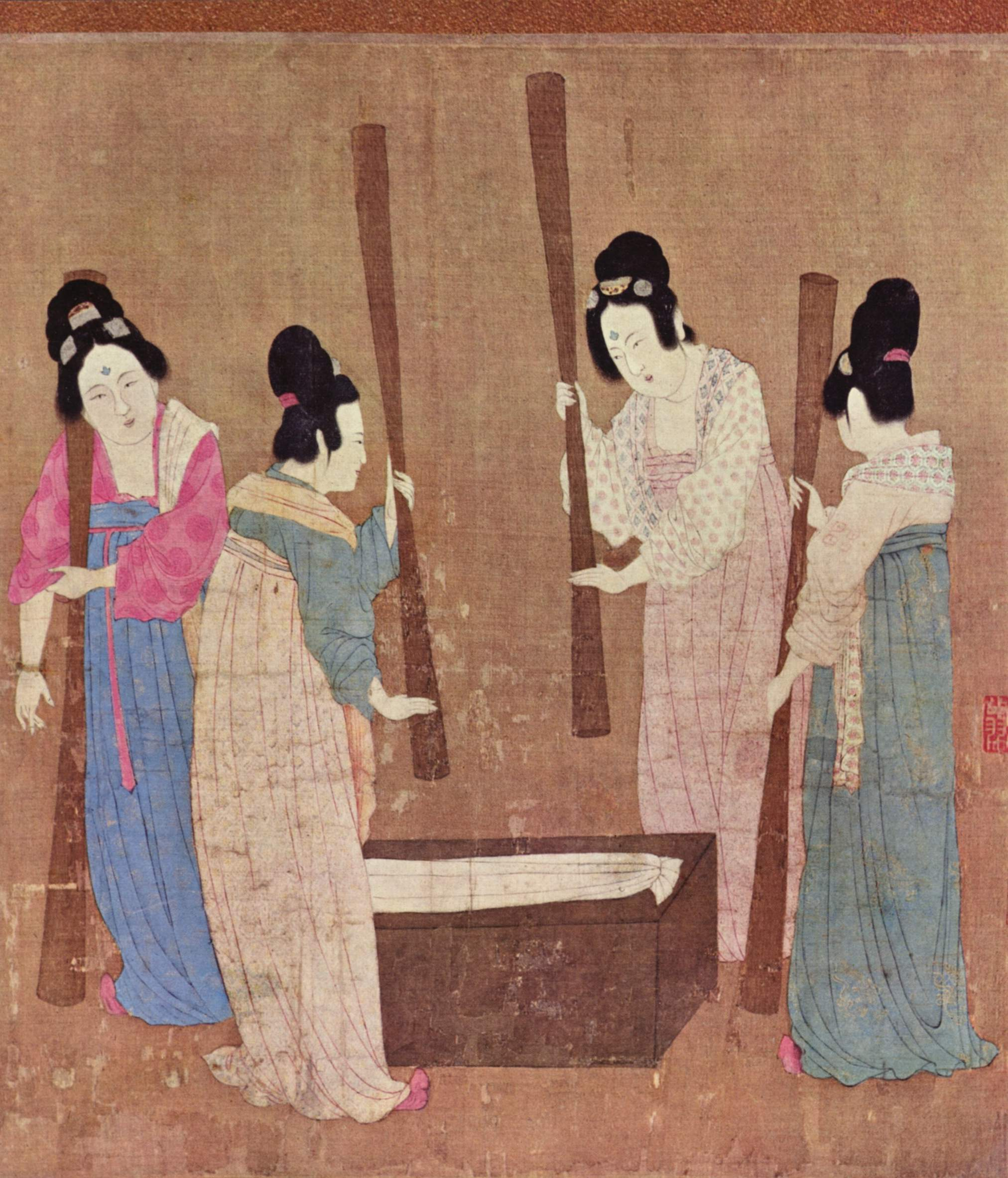
Batido de la seda (Dinastía Song,)

Según la tradición china, la historia de la seda empieza en el siglo XVII a. C. Prosigue durante tres milenios de exclusividad durante los que China exporta este tejido precioso sin revelar jamás el secreto de su fabricación. El arte de fabricar seda se transmitió después a otras civilizaciones gracias a mercaderes, ladrones y espías de todo tipo, como monjes o diplomáticos. Una vez llegada a Europa occidental a finales de la Edad Media, la producción de seda alcanza la fase de la industrialización a partir del siglo XIX. Luego sufrirá una importante decadencia, relacionada con el rápido desarrollo de la fabricación de este tejido en ciertos países de Asia y con las epidemias que afectaron a los gusanos de seda en Francia. Se ha vuelto a convertir finalmente en una producción esencialmente asiática.

## Mitos y leyendas acerca de sus orígenes

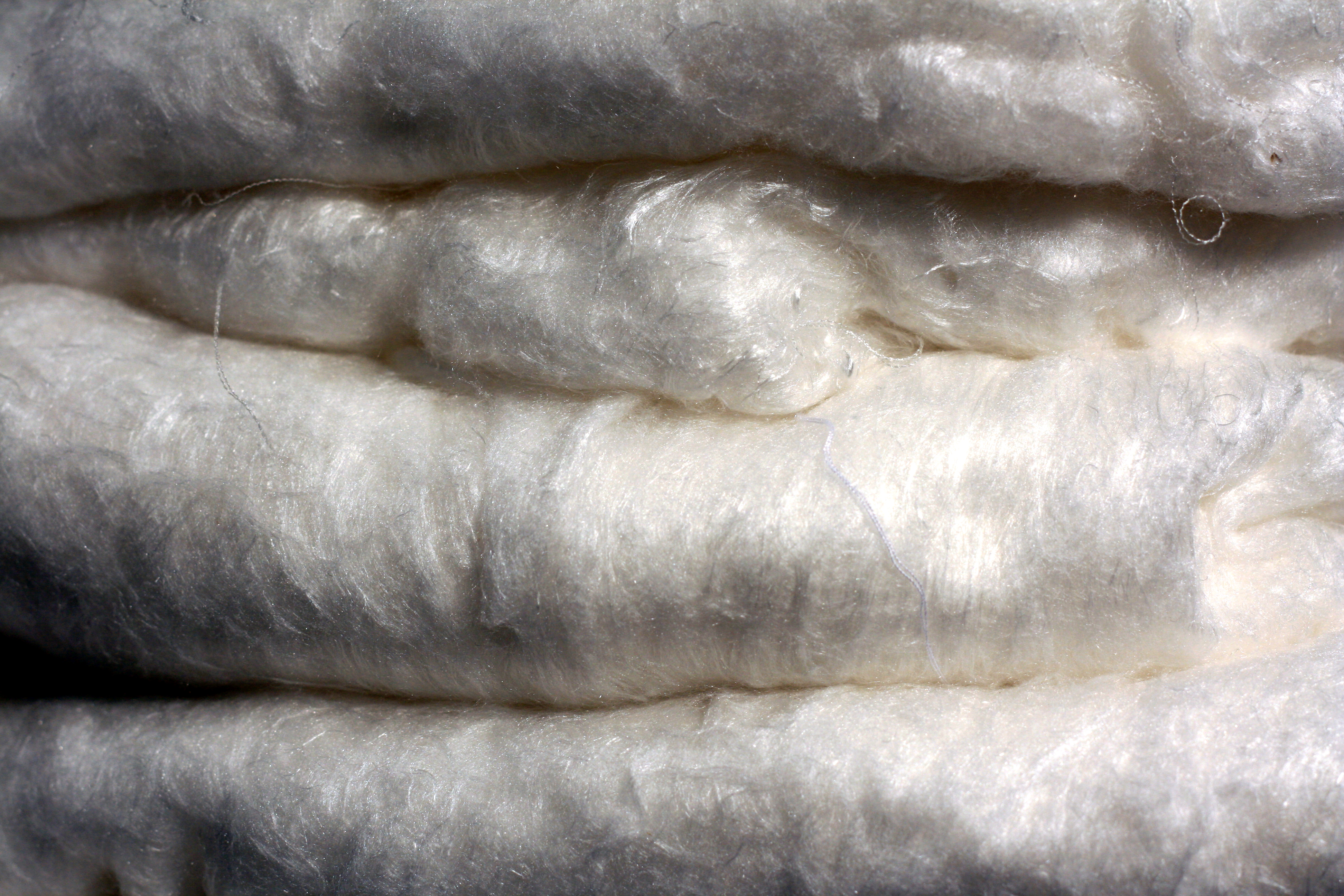
Seda blanca

La seda ha permanecido durante tanto tiempo como un misterio que las numerosas civilizaciones que la descubrieron, en especial gracias a las rutas de la seda que recorren Eurasia, inventaron numerosas leyendas al respecto. Por ejemplo, las leyendas persas dan cuenta de la aparición de la primera pareja de gusanos de seda, surgidos del cuerpo de Job.
Por otra parte, los escritos de Confucio y la tradición china cuentan que en el siglo XVII a. C. un capullo de gusano de seda cayó en la taza de té de la emperatriz Leizu. Al intentar sacarlo de su taza, la joven de catorce años empezó a devanar el hilo del capullo. Tuvo entonces la idea de tejerlo. Tras observar la vida del gusano de seda a instancias de su marido, el Emperador Amarillo Huang Di, empezó a enseñar a su corte el modo de criarlos, la sericicultura. Desde ese momento, la joven permanecerá en la mitología china como diosa de la seda.
Sobre el origen del gusano de seda, otra leyenda de la China nos cuenta que una muchacha había prometido que se casaría con quién le trajera de vuelta a su padre, que estaba en la guerra. Al escuchar esta promesa el caballo de la familia salió en busca del padre y a partir de entonces el animal miraba a la chica con intenciones de que ésta cumpliera su ofrecimiento, ante tanto “atrevimiento” se dio muerte al caballo y se lo despellejó. Un día, la muchacha, al ver la piel del caballo puesta al sol, empezó a pisotearla diciendo: “¡Y aún querías casarte conmigo!”. Entonces de repente la piel envolvió a la chica y desaparecieron juntos. Tiempo después aparecieron sobre un árbol, donde formaban una pareja de gusanos de seda.
Siempre siguiendo las leyendas, la seda salió de China en dirección a la India en los cabellos de una princesa prometida a un príncipe de Khotan. Esta princesa, negándose a quedarse sin su amada tela, desafió la prohibición imperial de exportar gusanos de seda.
A pesar de que la seda fue exportada muy pronto a países extranjeros, la sericicultura fue siempre un secreto cuidadosamente guardado por los chinos. Los otros pueblos tuvieron que inventar diversos orígenes para este maravilloso tejido. Así, los Romanos, grandes admiradores del tejido, estaban convencidos de que los chinos obtenían el hilo de las hojas de los árboles. El conocimiento que en el Imperio romano tenían de la seda china, resaltaba sobre todo lo imaginario, el secretismo y lo exótico. En un principio, los romanos se imaginaban que la seda era el producto de una especie de árbol de lana y que estos “seres (de Sericum) bebedores de agua”, vivían hasta los 200 o los 300 años. Eso es por ejemplo lo que afirmaba Plinio el Viejo en su Historia natural o Virgilio en las Geórgicas.

## La exclusiva china

### Aparición de la seda

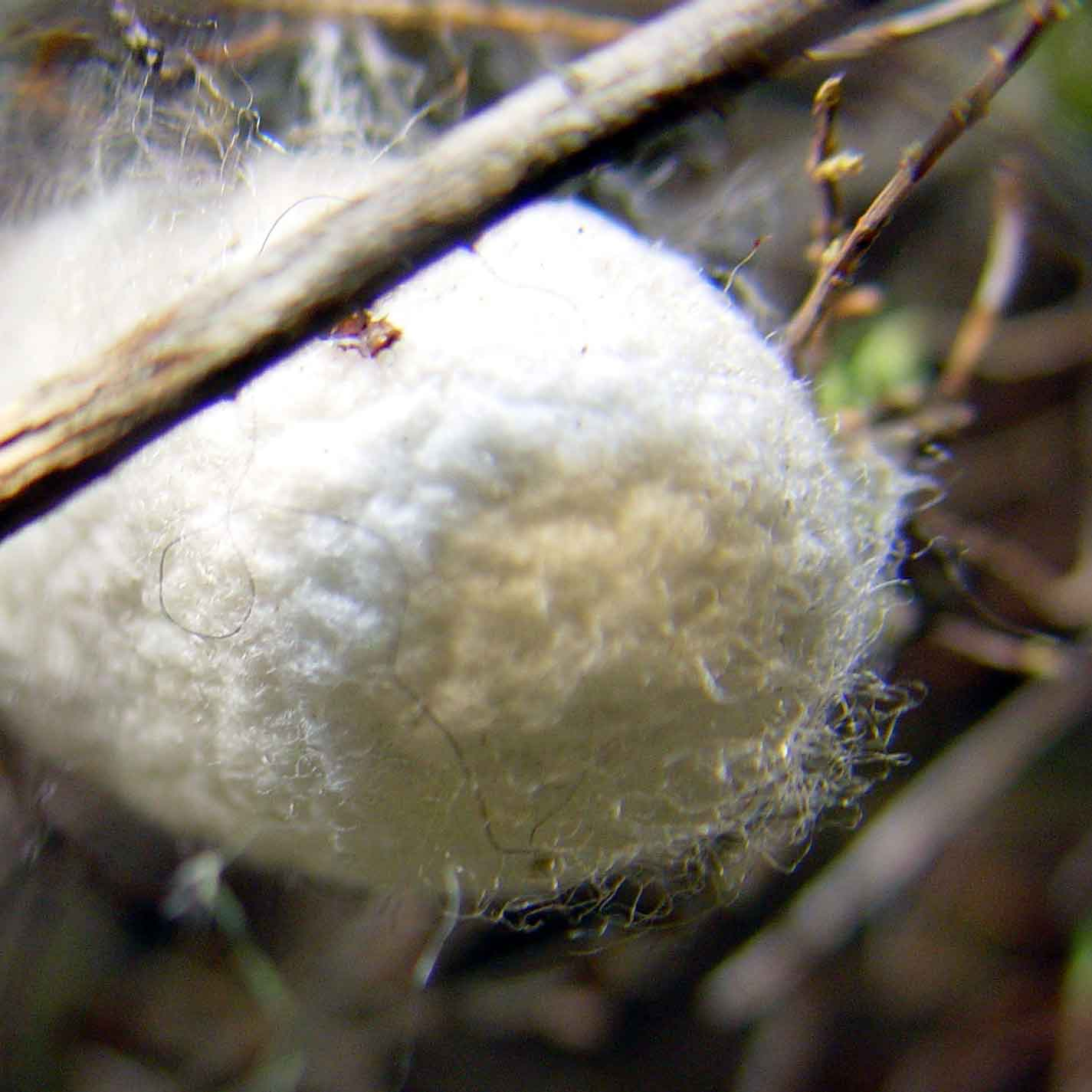
El capullo del que se extrae el hilo de seda.

No resulta posible fechar con exactitud la aparición del tejido en China. Se han encontrado fragmentos de seda en las tumbas reales de la Dinastía Shang, que reinó entre los siglos XVII y XI a. C. pero el uso cotidiano de la seda sólo parece tener su culminación bajo la Dinastía Han, es decir, dos siglos antes de la era cristiana.
Por aquella época, China ya había perdido su secreto, puesto que coreanos, japoneses y más tarde indios ya lo habían descubierto. Algunas alusiones a este tejido en el Antiguo Testamento demuestran que era conocido en el Oeste de Asia en los tiempos bíblicos. Los especialistas opinan que desde el siglo II a. C., los chinos ya habían establecido una red comercial con el objetivo de exportar seda a Occidente. Por ejemplo, se utilizaba en la corte aqueménida y por su rey Darío III cuando Alejandro Magno conquistó este Imperio. A pesar de que la seda se difundió rápidamente a través de Eurasia, su producción quedó durante tres mil años como una exclusiva china, si exceptuamos a Japón.

### Uso de la seda en China antigua y medieval
La obtención del hilo de seda, existió en China desde el Período Neolítico. La leyenda dice, que fue introducida por Nûgua, la esposa del héroe cultural Fuxi. El poeta Lou Shou redactó en el siglo XII, una serie de poemas que se refieren a la cría de los gusanos de seda y al aprovechamiento del capullo, procesos que se consideraban eran de pleno dominio de la mujer, por ser más delicada y paciente que el hombre. Estos poemas forman la segunda parte de su obra Geng-Zhitu. La primera parte está dedicada al arroz. La cría del gusano de seda y el cultivo de la morera blanca, necesitan una altitud media y un clima templado, en un terreno fino y fresco. Estas condiciones idóneas, se cumplen en las regiones montañosas de la China central y oriental.
En China, país que concentra lo esencial en el uso y en la producción, el cultivo de las moreras y la cría de gusanos de seda fue tarea inicialmente destinada a las mujeres, dedicándose miles de ellas a esta tarea. A pesar de que algunos hayan visto en el desarrollo de este producto un lujo inútil, la seda se convirtió en un objeto de deseo por parte de la alta sociedad, hasta el punto de que el Liji reguló su uso en relación con el protocolo imperial. Los campesinos no tuvieron derecho a llevar seda hasta varios siglos después, con la dinastía Qing (1644-1911).
La industria de la seda estuvo monopolizada por China durante unos 3000 años, debido a que se promulgó un decreto imperial por el que se castigaba con la pena de muerte a quien divulgara fuera del Imperio los secretos de obtención y fabricación de las preciadas telas de seda

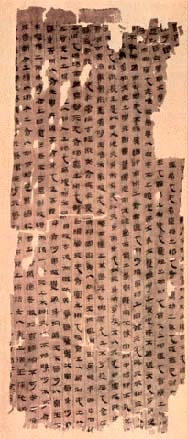
Manuscrito taoísta sobre seda hallado en una tumba en Mawangdui.

El uso de la seda queda como exclusiva de la familia imperial y de los más altos dignatarios durante cerca de mil años. Luego su uso se fue extendiendo progresivamente a otras clases de la sociedad china. Además de para ser llevado, a menudo se destinaba el tejido a fines decorativos. Es, además, usado desde muy temprana época con fines económicos: en algunos instrumentos musicales, en la pesca e incluso en los arcos.
El papel fue con toda seguridad uno de los mayores descubrimientos de los chinos. Desde el siglo III a. C. se fabricaban en Asia todo tipo de papeles a pequeña escala con los más diversos materiales. El papel hecho con corteza de morera data del siglo II a. C.. Seda, bambú, lino, paja de arroz o trigo se usaron indistintamente. El papel hecho con seda se convierte así en el primer papel de lujo. Se han hallado en la tumba de una marquesa muerta hacia el año 168, en Mawangdui (Hunan), pruebas de escritura sobre seda de esa época (ver imagen). El material era ciertamente más caro, pero también más práctico que el bambú. Así, se han descubierto tratados sobre diversas ciencias (meteorología, medicina, astrología, adivinación...) o incluso mapas cuyo soporte era la seda.

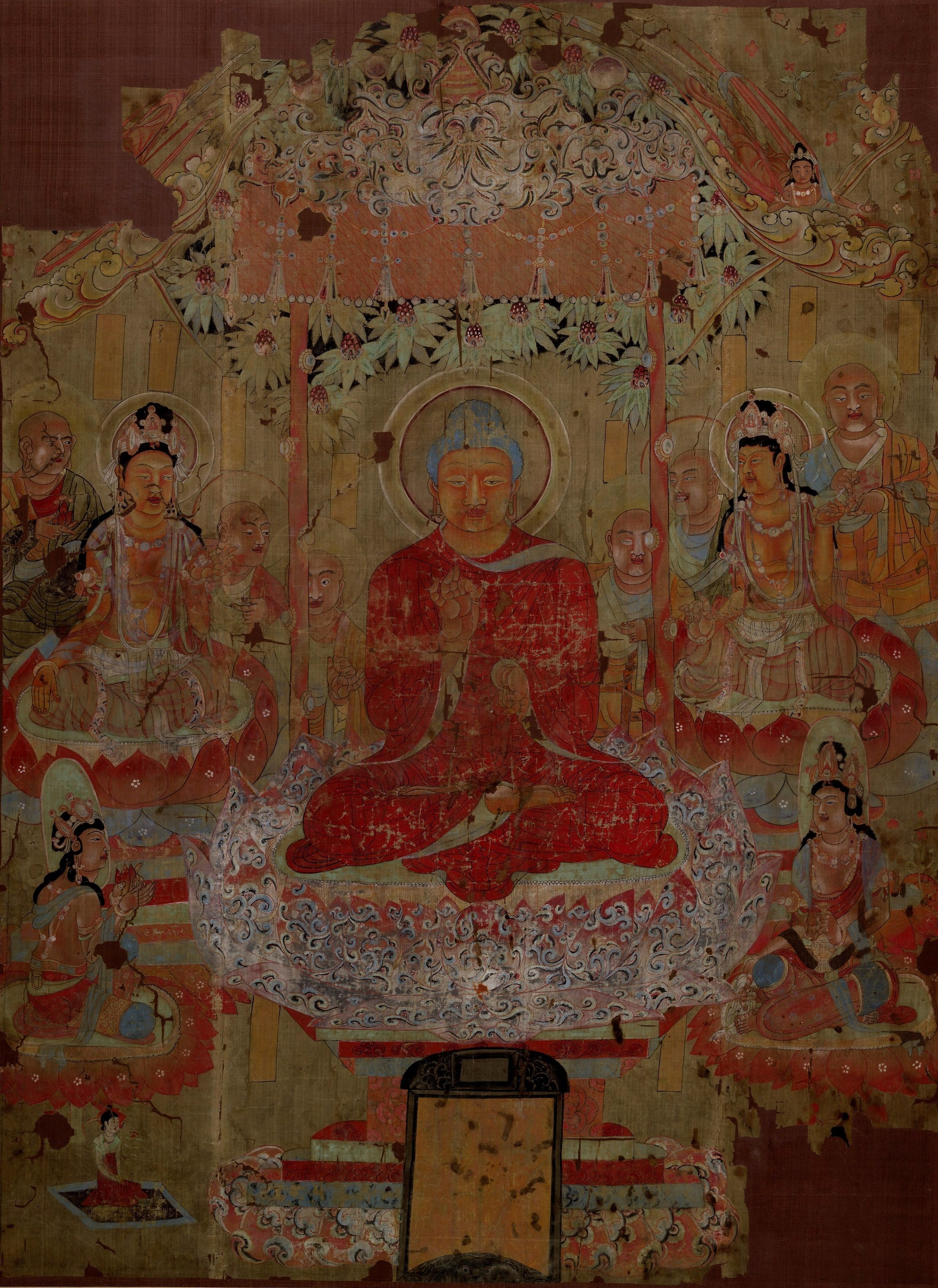
Pintura sobre seda china del siglo VIII.

Durante la dinastía Han, la seda pasa a ser poco a poco un valor de lujo por sí misma y no un simple material. Se utiliza para pagar a los funcionarios y recompensar a los ciudadanos con especiales méritos. Del mismo modo que a veces se estima el precio de los productos según su peso en oro, la longitud del tejido llega a ser un patrón monetario en China. El uso de la seda alcanza tal importancia que "seda" (纟) pasa a ser pronto uno de los principales "radicales" del alfabeto chino (230 de los 5.000 caracteres más frecuentes lo usan).
La riqueza que aporta la seda a China provoca el deseo de los pueblos vecinos. A partir del siglo III a. C., los xiongnu, antepasados de los hunos, saquean de modo habitual durante dos siglos y medio las provincias del Imperio Han. El emperador ofrece ocasionalmente a estos pueblos seda a cambio de paz. Durante más de mil años, la seda será el regalo diplomático más habitual del Emperador chino a sus vecinos o a sus vasallos.
De modo general, el uso de la seda siguió en China un código muy estricto. Los emperadores Tang, por ejemplo, imponen a los mandarines el uso de un color en particular según las funciones que desempeñan en la sociedad. Bajo los Ming, la seda desarrolla todo tipo de accesorios: pañuelos, monederos, cinturones o incluso un simple trozo de tela bordado haciendo alusión a cualquiera de los doce animales reales o fabulosos. Estos accesorios de moda quedan a menudo asociados a una particular posición; hay un gorro para el guerrero, uno para el juez, uno para los nobles y otros de uso religioso. Las mujeres de la alta sociedad china también respetan estas prácticas codificadas y llevan a cabo un importante uso de la seda en sus vestidos, a los que añaden muchos motivos decorativos. Se han encontrado descripciones, como las de una obra del siglo XIII, el Jinpingmei:

Loto de oro llevaba una chaqueta guateada de seda de Shandong, con doble alzacuello, adornada con ocas salvajes en medio de las flores y los juncos; el cuello era recto de satén blanco bordado con flores y se cerraba con unos botones con forma de abejas de oro sobre crisantemos.

### La seda china y su comercio
Numerosos descubrimientos muestran que la seda se convirtió pronto en un material de lujo apreciado en los países extranjeros. Su comercio es muy anterior a la apertura oficial de las rutas de la seda por los chinos. Por ejemplo, se ha encontrado en el Valle de los Reyes una momia egipcia del 1070 a. C. que tenía objetos de seda.
Primero los griegos y más adelante los romanos empezaron a hablar de los seres (‘sedosos’) a partir del siglo IV a. C. para designar a los habitantes de un lejano reino, China. Según algunos historiadores, el primer contacto de los romanos con la seda fue el de las legiones del gobernador de Siria, Licinio Craso. En el año 53 a. C., durante la batalla de Carrhae, cerca del Éufrates, los legionarios quedaron tan sorprendidos por el brillo de los estandartes del ejército parto que se dieron a la fuga.

Las principales rutas de la seda entre 500 a. C. y el 500.

Los chinos comenzaron a interesarse por expandirse hacia el oeste a partir del siglo II a. C., lo que trajo como consecuencia la apertura de la ruta de la seda. La más importante salía de Pekín y pasaba por el norte o por el sur del desierto de Taklamakán, uno de los más áridos del mundo, antes de atravesar la cordillera del Pamir. Las caravanas que tomaban este camino para cambiar seda por otras mercancías eran por lo general importantes, e incluían entre 100 y 500 personas y camellos y yaks, cada uno de los cuales podía llevar unos 140 kilos de mercancía. Llegaban a Antioquía y las costas del Mediterráneo al cabo de un año. Por el sur, una ruta secundaria pasaba por Yunan, Birmania y la India antes de unirse a la del Norte
Poco después de la conquista de Egipto en el 30 a. C., se inicia un comercio regular entre los romanos y Asia, marcado por el deseo de los romanos hacia ese tejido llegado de Extremo Oriente como era la seda que les revendían los partos. Este deseo es tan grande que el Senado Romano trata sin éxito de prohibir el uso de seda, tanto por razones económicas como morales. La importación de seda china provoca importantes flujos de oro al exterior del imperio, mientras las prendas de seda se veían como un signo de decadencia e inmoralidad.

Puedo ver vestimentas de seda, si tejidos que no cubren el cuerpo, ni siquiera la decencia de un hombre, pueden llamarse vestimentas... Miserables borras de sirvienta fabricadas de modo que la evidencia del adulterio se transparente a través de ese fino vestido que y que hacen que su marido no conozca mejor que un extraño el cuerpo de su esposa.
Séneca el Joven

Durante las invasiones bárbaras, la seda llega también a los pueblos "bárbaros". A modo de ejemplo, el rey visigodo Alarico I llega hasta Roma en 408 y exige unas 4000 túnicas de seda entre el tributo de oro y plata que solicita para no arrasar la ciudad.

## Difusión de la producción

### Desde China hacia Italia

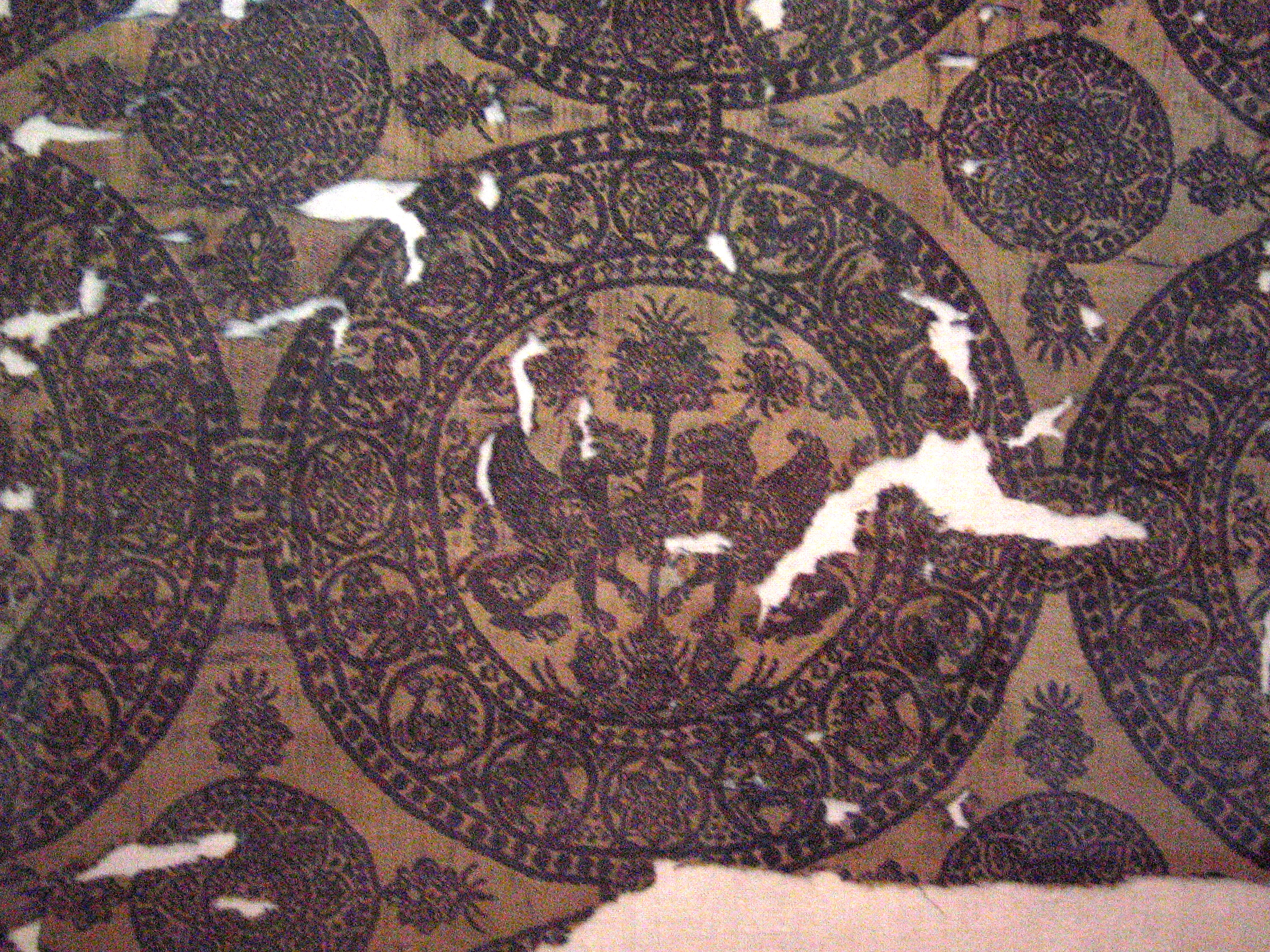
Tejido de seda de doble cara de inspiración Sasánida (león alado y árbol de la vida) principios del período islámico en Irán (Rey).
conservado en el Museo Nacional de Irán.

A pesar de que la seda era conocida en algunas regiones de Europa y en la mayor parte de Asia, China mantiene prácticamente el monopolio de la producción. Este monopolio está defendido con una ley imperial que condena a muerte a cualquiera que trate de exportar gusanos de seda o sus huevos. Sólo una expedición japonesa consiguió alrededor de 300 a. C. llevar desde el continente algunos huevos y a cuatro jóvenes chinas para que enseñasen a las japonesas el arte de la sericicultura, cuyas técnicas se introducirán más adelante de modo más eficaz con motivo de los frecuentes intercambios diplomáticos entre los siglos VII y VIII.
Desde el siglo IV a. C. se difunde la seda hacia el Oeste gracias a los mercaderes que la intercambian por oro, marfil, caballos o piedras preciosas. Hasta las fronteras del Imperio romano, la seda se convierte en un patrón monetario útil para estimar el valor de diversos productos. La Grecia helenística tenía un gran aprecio por las producciones chinas e intenta implantar moreras y gusanos de seda en la cuenca del Mediterráneo. La Persia sasánida, por su parte, controla el comercio de la seda hacia Europa y Bizancio.
Hasta 552 no recibirá el emperador bizantino Justiniano los primeros huevos de gusanos de seda, que dos monjes persas habían traído desde China, ocultos en sus bastones de bambú. Bajo su protección los huevos se convierten primero en gusano y luego en capullos. La Iglesia bizantina y el Estado crean en ese momento fábricas imperiales con el objetivo de desarrollar una industria de la seda en el Imperio romano de Oriente, siguiendo las técnicas sasánidas. Estos "gineceos" disfrutan de un monopolio de derecho sobre los tejidos, pero el Imperio sigue importando seda desde otras grandes ciudades del Mediterráneo. La importancia de las técnicas bizantinas no es tanto por los procedimientos empleados como en la perfección de la ejecución y la decoración. Las técnicas de tejido se tomaron de Egipto. El oficio de semple puede aparecer en este momento, de modo aún esquemático, en el siglo V.
Los chinos pierden su monopolio en los tejidos menos evolucionados, pero conservan un significativo avance en la confección de tejidos de gran calidad que siguen fluyendo a través de Asia por las rutas de la seda.
Por esa misma época, también los persas aprenden a dominar el arte de la fabricación de la seda. Invadidos por los árabes en el siglo VII, les transmiten su secreto, que se extiende con el Islam por África y por otras orillas del Mediterráneo, como España o Sicilia, aunque en estas zonas no se desarrolla una industria importante.

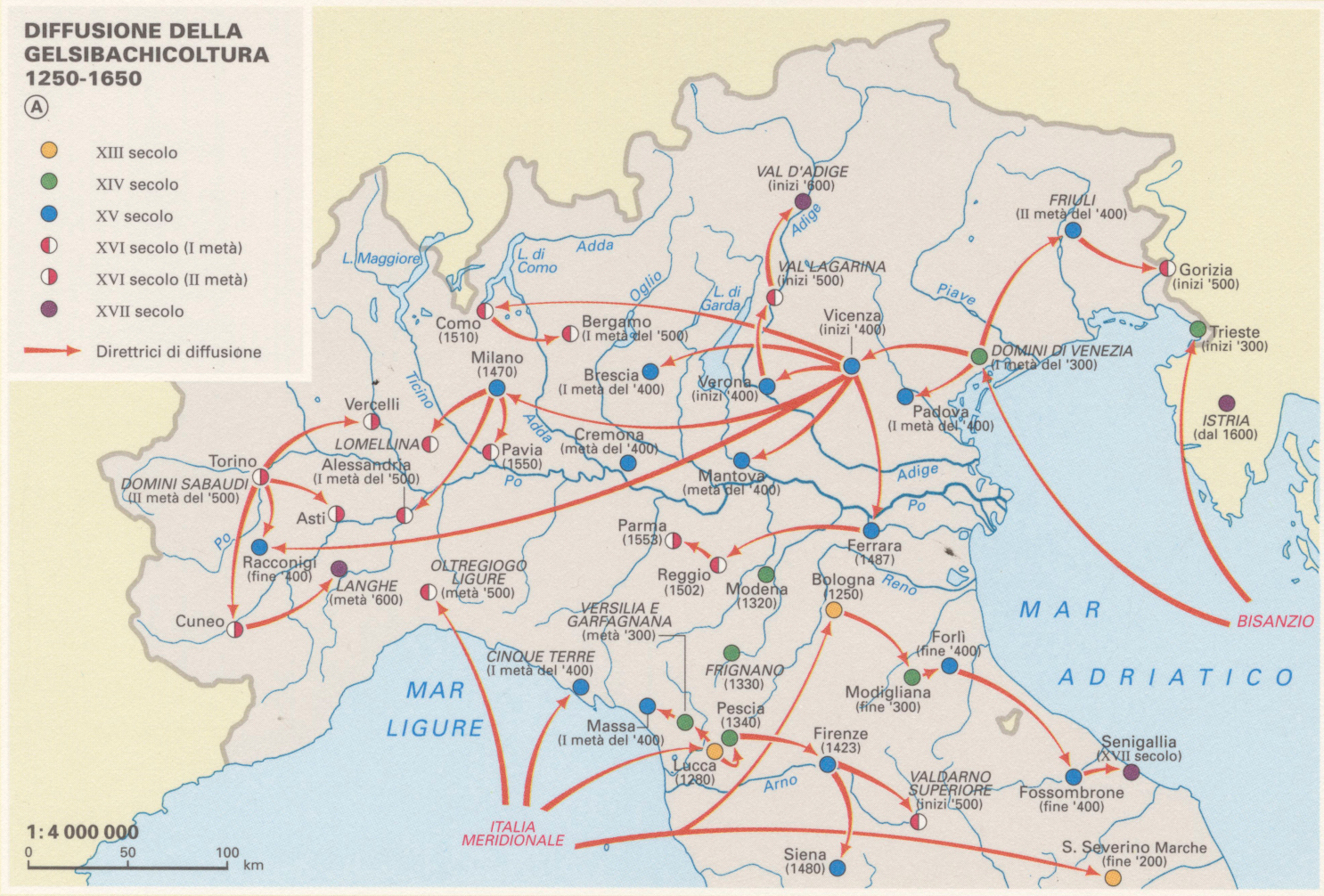
La producción de seda en el norte de Italia del al

Mucho más tarde, y como consecuencia de las Cruzadas, la técnica de producción empieza a extenderse a través de Europa occidental. En 1147, mientras el emperador Manuel I Comneno se ve acaparado por la Segunda Cruzada, el rey normando Roger II de Sicilia ataca Corinto y Tebas, dos importantes centros bizantinos de producción de la seda, los saquea y deporta a sus obreros a Palermo, con lo que florecerá una industria normanda de la seda.
La toma de Constantinopla por los Cruzados en 1204 implica la decadencia de la ciudad imperial y de sus manufacturas y a partir del siglo XIII, Italia desarrolla una producción doméstica tras haber traído unos 2.000 tejedores cualificados desde Constantinopla, a la vez que algunos de estos artesanos se instalan en Aviñón para abastecer a los papas.
El repentino desarrollo de la industria de la seda en Lucca, a partir de los siglos XI y XII, se debe a la instalación en la ciudad de tejedores y tintadores judíos y griegos de Sicilia o de las ciudades próximas del sur de Italia. La importación de modelos chinos decayó con fuerza con la pérdida de las oficinas comerciales italianas en Oriente, pero se organizó una industria textil para satisfacer la necesidad de productos de lujo de la nueva y emergente clase social, la burguesía. Al sobrepasar con su impulso la demanda del mercado interior, las ciudades de Lucca, Génova, Venecia y Florencia se convierten pronto en exportadoras a toda Europa. En 1472, existen en Florencia 84 talleres de tejido de seda y al menos 7000 telares.

### Influencias recíprocas
La misma técnica textil con la que se fabricaba la seda que consiguió dar fama a la técnica textil china se utilizaba en toda la región euroasiática utilizando diversos lepidópteros, salvajes o criados. Sin duda los chinos fueron los primeros en confeccionar tejidos de seda en la medida en que contaban con el mejor insecto productor, el Bombyx mori.
La literatura china cita una máquina para devanar seda en el año 1090. Se ponían los capullos en un baño de agua caliente; la seda salía en pequeños anillos de guía y se disponía sobre una gran bobina, de modo regular, gracias a un movimiento de vaivén.
No existe demasiada información acerca de las técnicas de hilado en China. La rueca, probablemente movida a mano, se debió conocer a principios de la era cristiana. La primera representación conocida es de 1210. Además, existe una imagen de una máquina de hilar seda movida por una rueda hidráulica de 1313.
Los telares son mejor conocidos. El álbum de agricultura y de hilado, que se elabora hacia 1210, nos proporciona imágenes y descripciones, en especial en lo relativo a la seda. Se ha hablado a menudo de la superioridad de los telares chinos. Se conocen dos tipos de telar que liberaban los brazos del obrero: el telar de tracción, tal vez de origen chino y europeo, y el telar de pedal, éste de origen ciertamente chino. Existen representaciones en los manuscritos de los siglos XIII y XII a. C. Si se examinan atentamente, presentan similitudes con los telares europeos de la misma época. Se sabe que desde la época Jin, existían tejidos de seda adamascados y que en el siglo II a. C., telares de cuatro lizos o más permitían la realización de brocados de seda.
Habría que comparar los hilados egipcios, también de altísima calidad, los tejidos bizantinos, a su vez herederos de las técnicas egipcias, y proponer una cronología rigurosa que determinara la dirección de las diferentes aportaciones, que muy bien pudieron ser recíprocas. Las conclusiones permitirían proponer la cuestión pocas veces tratada de los préstamos que China adopta de entre las técnicas del mundo occidental.

### La seda en el mundo medieval

#### Una materia prima más abundante

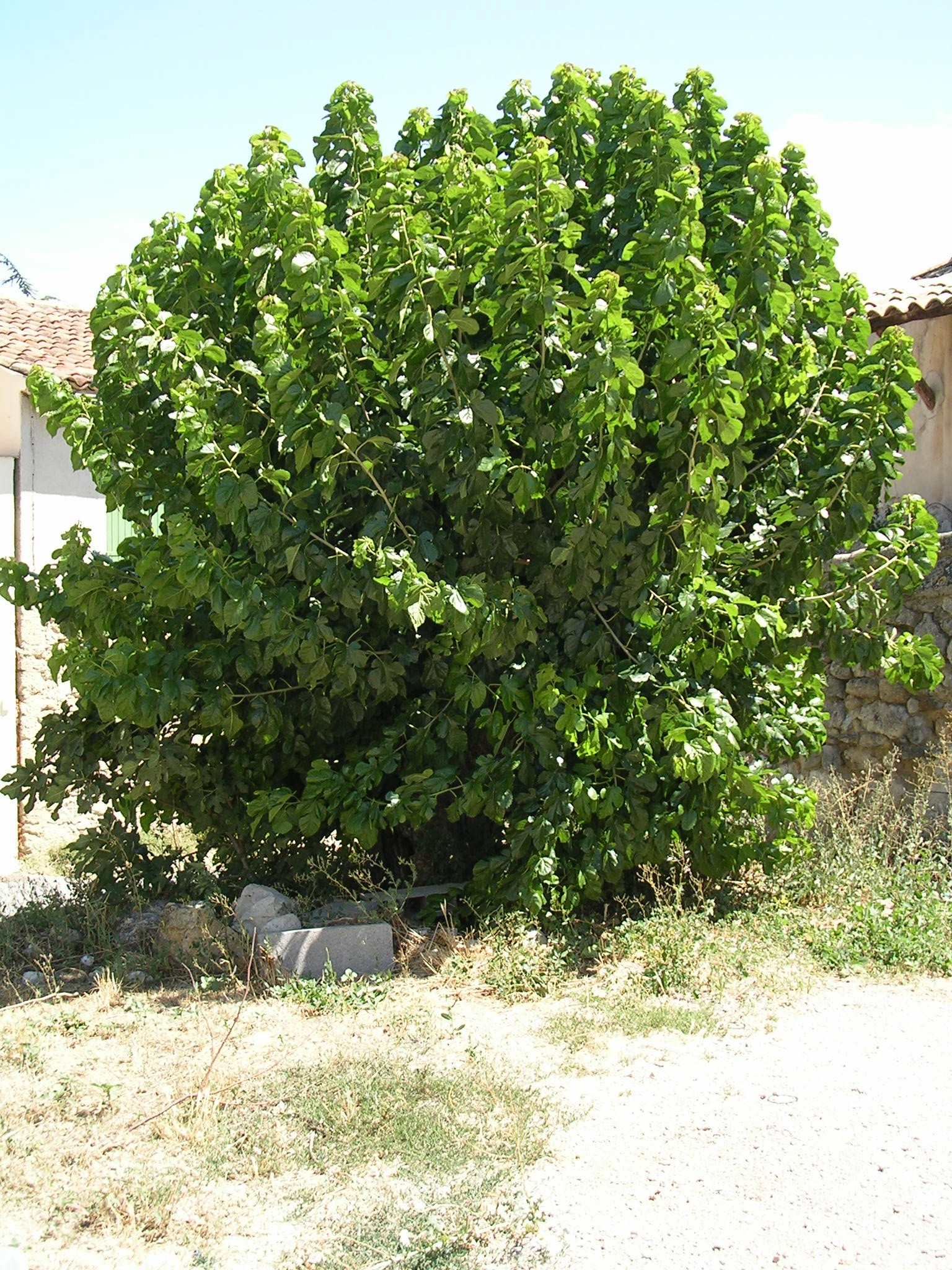
Un árbol de morera.

La Alta Edad Media seguía utilizando las más antiguas técnicas de tejido sin grandes cambios, ni en los materiales utilizados, ni en las herramientas que se empleaban. Sin embargo, muy poco a poco, entre los siglos X y XIII se producen ciertos cambios. Las transformaciones del siglo XIII son de mucho mayor calado. Aparecen nuevos tejidos, como el algodón y el cáñamo, con particulares técnicas de uso, y la seda, artículo de importación.
Ya conocida en tiempos del Imperio romano, la seda seguía siendo un tejido caro y escaso. Las industrias de seda bizantinas de Grecia y Siria (siglos VIII a X) y las árabes de Sicilia y España (siglos VIII – X) proporcionaron una mayor abundancia de esta materia prima.

#### Evoluciones técnicas

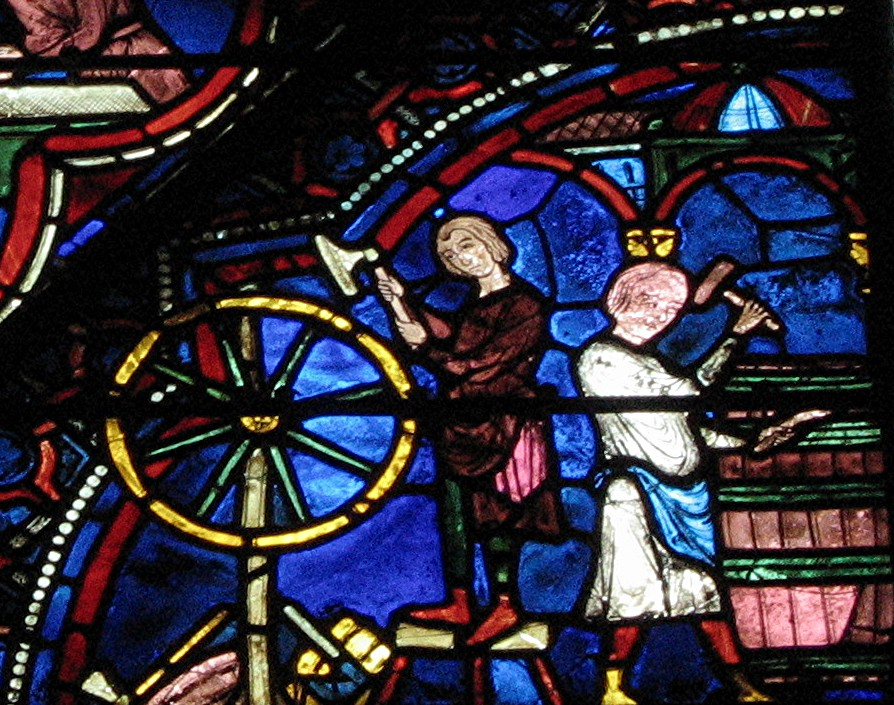
Una vidriera de la catedral de Chartres.

El siglo XIII agrega a una técnica en constante evolución importantes variaciones, tan considerables que es lícito preguntarse si, al igual que en la Inglaterra del siglo XVIII, no fue la industria textil la que desempeñó el papel de motor en el progreso técnico. En ese contexto, la industria de la seda ocupa un lugar privilegiado.
Existe ya a principios del siglo XIII una forma primitiva de torcer el hilo de seda. En 1221, el diccionario de Jean de Garlande, en 1226, el Libro de oficios de Étienne Boileau enuman varios tipos de instrumentos que deben ser máquinas para retorcer. Es probable que en Bolonia se pase a usar instrumentos más perfeccionados (entre 1270 y 1280). Desde principios del siglo XIV en Lucca, numerosos documentos aluden a complejos aparatos en uso.
La devanadera, derivada de la industria de la seda, aparece en múltiples formas. La rueda para canear se extiende: aparece su primera representación en una vidriera de Chartres. La urdidora dentada sustituye a la urdidora de pared, a la vez que la rueda para bobinar de la que hay representaciones en las vidrieras de Chartres y en el fresco de la Kunkelhaus de Colonia (hacia 1300). Es posible que esta urdidora dentada también provenga de la industria de la seda: uniformizaba la urdimbre y aumentaba la longitud urdida.
Desde finales del XIV, sin duda a causa de la gran crisis de mediados de ese siglo, la industria se orientó hacia técnicas más baratas, utilizando técnicas y máquinas prohibidas en general por las anteriores reglamentaciones (uso de la lana de calidad inferior, ensimaje, cardado, rueda, telares con varios pies...). En el campo de la seda asistimos a la expansión de los hilados hidráulicos y del telar llamado de Jean le Calabrais, que se produce especialmente en el siglo XV.

### La producción francesa
Sin embargo, los tejidos italianos resultaban costosos, tanto por el precio de la materia prima como por los costes de fabricación. Los artesanos italianos no consiguen adaptarse a las nuevas exigencias de la moda francesa, que solicita tejidos más ligeros y más baratos, esencialmente para el vestido, de modo que la producción irá pasando poco a poco a manos de sus vecinos. Sin embargo, las sederías italianas seguirán estando durante mucho tiempo entre las más valoradas, sobre todo por la decoración y el tintado.

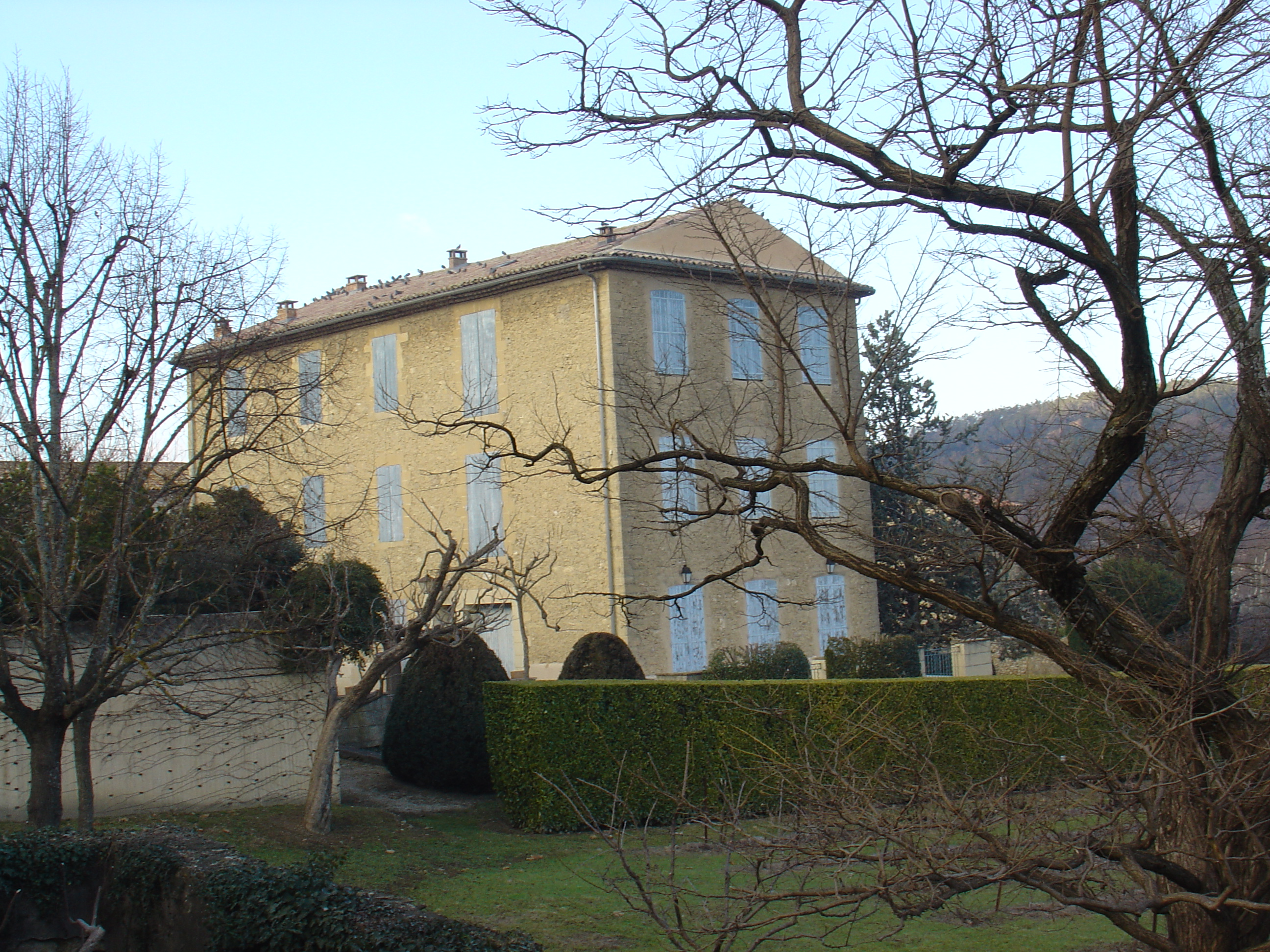

Animada por la actividad de las ricas ciudades-estado italianas (Venecia, Florencia, Lucca) que pasaron a ser el centro del comercio de los tejidos preciosos a través de Europa, la ciudad de Lyon obtiene un estatus similar a escala francesa. En 1466, el rey Luis XI de Francia decide desarrollar una producción nacional en Lyon, pero ante las protestas de los lioneses, traslada finalmente la fabricación a Tours. Ésta tendrá un carácter marginal. El objetivo en aquel momento era reducir un comercio con Italia que ocasionaba anualmente la salida de entre 400.000 y 500.000 escudos de oro. Sólo en tiempos de Francisco I, hacia 1535, se concede una licencia a dos comerciantes, Étienne Turquet y Barthélemy Naris, para desarrollar la sedería en Lyon. En 1540, el rey concede el monopolio de la producción de seda a la ciudad de Lyon. Desde el siglo XVI, la ciudad se convierte en la capital europea de la seda. Una vez se va consolidando la producción lionesa, poco a poco irá dejando los orígenes orientales para desarrollar un estilo propio y colorista en el que destaca el uso del paisaje. Miles de obreros, los "Canutos", trabajan en esta floreciente industria. A mediados del siglo XVII, se utilizan en la ciudad más de 14 000 telares, que alimentan además a un tercio de la población.
La sericicultura tuvo un gran auge en Provenza en los siglos XVIII y XIX, que duró hasta la Primera Guerra Mundial. El trabajo a domicilio, las tareas de hilado y el tratamiento de la seda dieron empleo a mucha gente y proporcionaron unos ingresos complementarios a los campesinos.

### La seda en España
Las primeras larvas del gusano de seda español autóctono (Bombyx mori ligneus) llegaron a España con la invasión musulmana en el siglo VII y su principal centro fue la localidad granadina de Galera, hasta el punto de que al gusano autóctono se le llegó a llamar "gusano de Galera".
Hubo una importante producción de seda en la zona mediterránea española (Valencia y Murcia) a partir del siglo XV. Continuó siendo una industria importante durante la Edad Moderna, con un auge en el siglo XVIII, y en la Contemporánea, modernizándose el proceso de producción a mediados del siglo XIX, intruduciéndose sederos franceses (Boix Jacquet en Gandía, 1865, luego comprado por Lombard). La crisis de muchos sectores industriales que no pudieron competir con el mercado internacional produjo su decadencia a partir del último cuarto del siglo XX.

### Hacia otros países
La Inglaterra de Enrique IV también trata de desarrollar una industria de la seda autóctona, pero no lo conseguirá hasta la revocación por parte del rey de Francia Luis XIV del edicto de Nantes (1685), hecho que propiciará la emigración a Inglaterra de gran número de tejedores hugonotes cualificados. Algunas ciudades como Spitalfields tuvieron extraordinarios talleres de sederías que se diferenciaban de las producciones continentales especialmente por su colorido, sin embargo, el clima británico siguió siendo un obstáculo para el desarrollo global de esta industria.
Hubo algunos intentos de implantar la sericicultura en las colonias inglesas, desde 1619 durante el reinado de Jacobo I de Inglaterra, sin embargo, la producción nunca resultó demasiado significativa. Así mismo, se introdujo la seda en otros países, e incluso en México por Hernán Cortés desde 1522, aunque casi nunca llegó a favorecer la expansión de una industria floreciente.

## La historia de la seda vista por los enciclopedistas de lasLuces

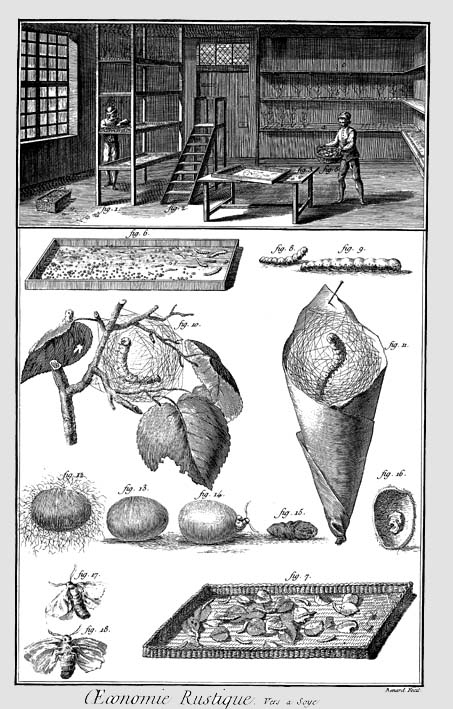
Una lámina de la Encyclopédie de Diderot y d'Alembert que presenta las diversas etapas de la sericicultura.

En el siglo XVIII, mientras la cría del gusano de seda y la fabricación del tejido de seda se extendían con rapidez en Francia, los enciclopedistas del Siglo de las Luces escriben un exhaustivo artículo acerca de la seda. El artículo "seda" de la Enciclopedia de Diderot y d'Alembert se inicia con una breve historia de la seda, antes de pasar a describir todas las prácticas y técnicas. Centrado fundamentalmente sobre la difusión del tejido en Europa, este texto nos informa acerca de conocimientos de la época, algunos de ellos falsos.

"Los antiguos no eran conocedores de los usos de la seda, ni del modo de trabajarla: la veían como obra de una especie de araña o caracol, que la extraía de sus entrañas, y la enlazaba alrededor de las ramitas de los árboles. Llamaban a ese insecto ser de Seres, nombre de un pueblo de Escitia que lo criaba: Por esa razón la propia seda se llamaba sericum. Sin embargo, el ser se parece muy poco a nuestro bombyx o gusano de seda; el primero vive cinco años, mientras el último muere cada año, tras envolverse de una corteza o bola amarillenta, que, compuesta de hilitos extendidos en redondo, forma lo que llamamos seda

El arte de trabajar la seda se inventó en primer lugar en la isla de Cos [información falsa e incoherente con el resto del artículo], y el honor se atribuye a Pánfila, hija de Platis. Este descubrimiento no permaneció ignorado por los romanos durante demasiado tiempo. La seda les llegaba de Sérica [de China] que era el lugar en el que se hallaban los gusanos que la producen. Pero estaban tan lejanos de sacar ventaja de este descubrimiento que ni siquiera se les pudo hacer creer que tan bello hilo fuera obra de un gusano, y establecieron al respecto mil conjeturas quiméricas.

Esta obstinación ocasionó que la seda fuera una mercancía muy escasa para ellos durante varios siglos. Se compraba incluso a precio de oro; de manera que Vopisco nos dice que el emperador Aureliano negó a su esposa la emperatriz un vestido de seda que ella le pedía insistentemente, debido a que resultaba demasiado caro. Posteriormente, dos monjes que llegaban de las Indias a Constantinopla en 555, trajeron con ellos una gran cantidad de gusanos de seda, con las instrucciones necesarias para que los huevos eclosionaran, criar y alimentar a los gusanos, para extraer la seda, hilarla y trabajarla: después de esto se establecieron para ello manufacturas en Atenas, Tebas y Corinto.

Hacia el año 1130 Roger I de Sicilia estableció una manufactura de seda en Palermo y otra en Calabria, que fueron dirigidas por obreros procedentes del botín traido de Atenas, Corinto y otras ciudades, que este príncipe había conquistado en su expedición a Tierra Santa. De modo natural, añade Mézeray, el resto de Italia y España aprendieron de los Sicilianos y de los Calabreses el modo de criar los gusanos de seda y de trabajar la seda: y a la larga, los franceses por el hecho de ser vecinos, empezaron a imitarlos poco antes del reinado de Francisco I.

Las grandes ventajas que procedían de esas nuevas manufacturas avivaron el deseo de Jacob I, rey de Inglaterra de introducirlas en su reino: recomendó varias veces desde lo alto de su trono, y comprometió a sus súbditos, en términos muy presionantes, para que plantaran moreras, y poara que criaran gusanos de seda: pero por desgracia no tuvo éxito. Sin embargo parece por muchas experiencias que encontramos en las Transacciones filosóficas y otros lugares, que el gusano de seda aprovecha y trabaja tan bien se mire como se mire en Inglaterra, como en cualquier otro lugar de Europa."
"Seda", Encyclopédie ou dictionnaire raisonné des sciences, des arts et des métiers.

## La seda desde la Revolución industrial

### Los inicios de la Revolución industrial

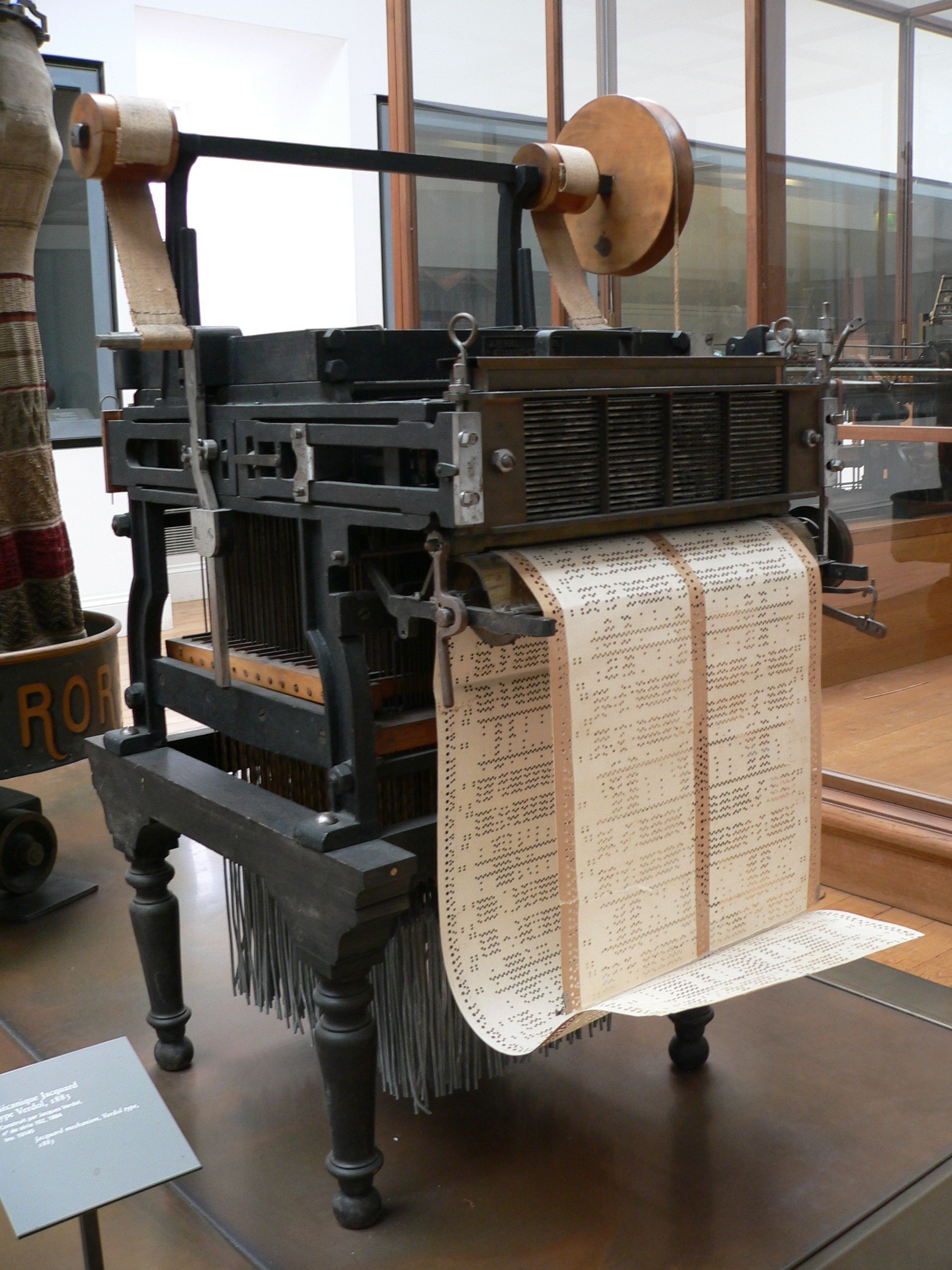
Un telar Jacquard.

Los inicios de la Revolución industrial están marcados por el florecimiento de la industria textil, que experimentó un notable progreso, en especial la industria algodonera en Gran Bretaña. En esa época, existen a menudo distorsiones entre los distintos estadios de la fabricación y que llevaron a innovaciones complementarias. Por ejemplo el hilado avanzó más rápidamente que el tejido.
La industria de la seda no aprovecha las grandes innovaciones en el terreno del hilado, puesto que la seda es por sí misma un hilo. La fabricación de brocados de seda, de oro y plata es una operación larga y delicada, cada color del motivo debe introducirse en su propia lanzadera. En los siglos XVII y XVII, se suceden los intentos de simplificación y de racionalización de la fabricación. Para la seda aparece la máquina de tarjetas perforadas de Bouchon y Falcon  que fue perfeccionada por Jacques de Vaucanson en 1775. Más tarde Joseph-Marie Jacquard llevó a cabo la síntesis entre los telares de Falcon y Vaucanson: introdujo el desarrollo mecánico de la serie de rectángulos de cartón que había ideado, casi un siglo antes Falcon. Así a partir de 1801 el trabajo de tejido de las telas bordadas se mecaniza. El mecanismo de su máquina llega incluso a automatizar la realización de los dibujos gracias a tarjetas perforadas.
El invento sufre casi inmediatamente la denuncia de los trabajadores que le achacan que provoque paro, pero acaba imponiéndose a partir de 1806. En 1834, se cuentan 2.885 telares de ese tipo en la ciudad de Lyon. En 1831, la revuelta de los Canutos anticipa los grandes movimientos obreros de la Revolución industrial. Los Canutos ocupan rápidamente la ciudad que sólo pudo ser recuperada tras una sangrienta represión por parte del Ejército, dirigido por el mariscal Soult. Una segunda revuelta acabó con idéntico fracaso en 1834.

### El declive de la seda europea
En 1845, aparecen las primeras enfermedades del gusano de seda. Entre ellas, hay que mencionar la pebrina (a causa de las manchitas negras parecidas a la pimienta de que se cubrían los gusanos enfermos), causada por la microsporidia Nosema bombycis, la grasería causada por un virus, la flageria causada por diversos virus y bacterias y también la moscardina debida a un hongo. La epidemia se extiende y tras afectar a los gusanos, otros virus afectan a las moreras. Se confía al químico Jean-Baptiste Dumas, ministro de Agricultura, la tarea de solucionar la epidemia. Ante los llamamientos de auxilio de los sericicultores, confía a Louis Pasteur la tarea de estudiar la epidemia a partir de 1865, y este último dispone diversos métodos de prevención de las enfermedades que permiten enfrentarse a la crisis. Al ser la enfermedad hereditaria y contagiosa, ordena el aislamiento de las hembras enfermas y de los huevos infectados.
Sin embargo, el elevado precio de los capullos y la mengua en la importancia de la seda en la vestimenta burguesa del siglo XIX acarrean el declive de la industria de la seda en Europa. La apertura del Canal de Suez en 1869 y la escasez de la producción de seda en Francia, reducen en Europa el precio de las importaciones de la seda procedente de Asia, en especial de China y Japón que inicia su industrialización.
A partir de la Gran Depresión de 1873 la producción lionesa se industrializa del todo y los telares manuales tienden a desaparecer. Finalmente, en el siglo XIX los determinantes progresos de la industria textil llegarán de la mano de la química, en especial en lo relativo al tintado: síntesis de la anilina para elaborar fucsina, de la quinina para el índigo. En 1884, el conde Hilaire de Chardonnet inventa la seda artificial y construye en 1891 una fábrica dedicada a la producción de seda artificial, más barata, que sustituye en parte a la seda natural.

### La seda en nuestros días
Tras la crisis en Europa, la modernización de la sericicultura en el Japón convierte a este país en el principal productor mundial. Italia consigue reponerse a la crisis, pero no sucede lo mismo con Francia. Los países de Asia, en otros tiempos exportadores de materia prima (capullos y seda gregia) pasan a ser progresivamente elaboradores de productos terminados.

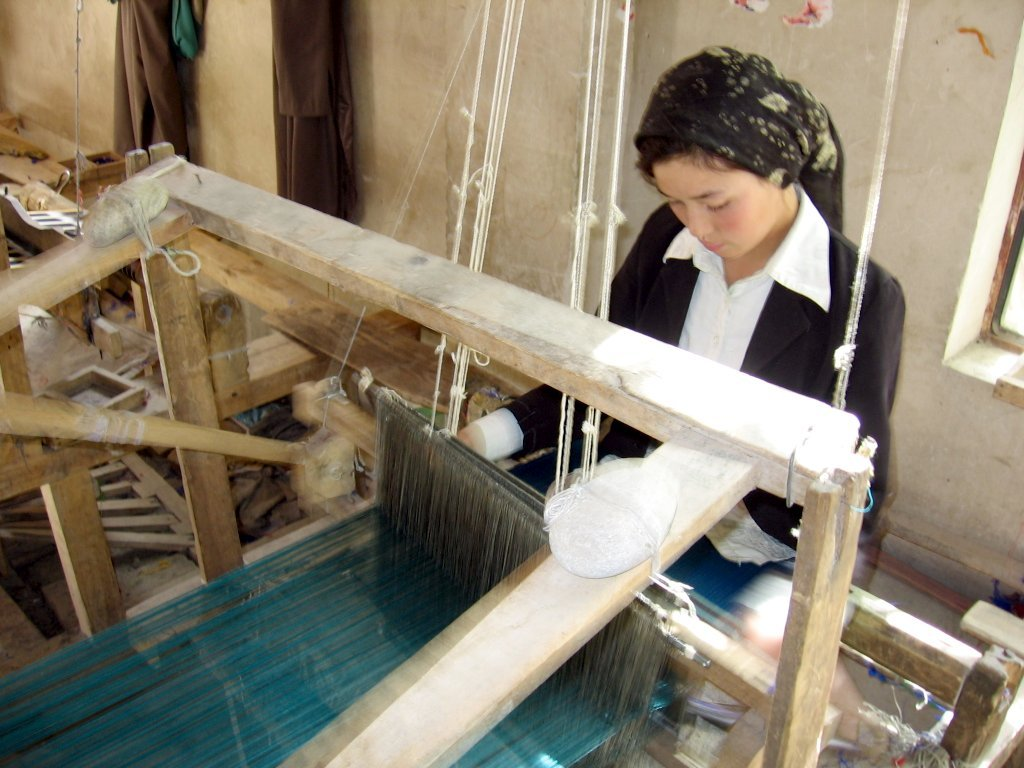
Fábrica de seda en Khotan, China en nuestros días.

Tras la Segunda Guerra Mundial, fibras químicas como el nylon redujeron aún más el uso de la seda en el mundo, aunque siga teniendo un gran aprecio como producto de lujo en la confección de ropa. Con la reciente apertura económica, China se ha convertido en el principal productor mundial. En 1996, producía 58.000 toneladas (sobre una producción mundial total de 81.000), seguida de India (12.384 toneladass). La producción japonesa ha pasado a tener una importancia marginal (2.579 toneladas). Entre 1995 y 1997, la producción china se redujo en un 40% con el objeto de que los precios volvieran a subir, lo que hace planear la amenaza de la escasez.
La demanda mundial de seda durante los años 1990 sigue siendo escasa si exceptuamos algunos mercados como la India y el Reino Unido. La imagen del producto se ha resentido por los tejidos de seda de gama baja difundidos a través del mundo, antes de que mejore progresivamente. Sin embargo, la economía de la seda sigue siendo ampliamente dependiente de algunos grandes países consumidores, como India y Japón.